# Jiho
Kim Ji-ho (koreanisch 김지호; geboren am 4. April 1997 in Okcheon, Provinz Gyeongsangnam-do), besser bekannt unter ihrem ersten Künstlernamen Jiho (koreanisch 지호), ist eine südkoreanische Sängerin und Schauspielerin. Sie war Mitglied der südkoreanischen Girlgroup Oh My Girl.

## Biografie
Jiho wurde in Südkorea geboren. Ihr Vorname Ji-ho (koreanisch 지호) bedeutet „rufe das Glück“. Sie hat einen jüngeren Bruder.
Jiho besuchte die Okcheon Girls’ Middle School. Sie erhielt seit 2011 vier Jahre lang bei WM Entertainment gemeinsam mit Oh My Girl-Mitglied JinE ihre Ausbildung als Trainee. Jiho absolvierte 2016 die School of Performing Arts (Abteilung für praktische Tanzausbildung) in Seoul.

### Karriere

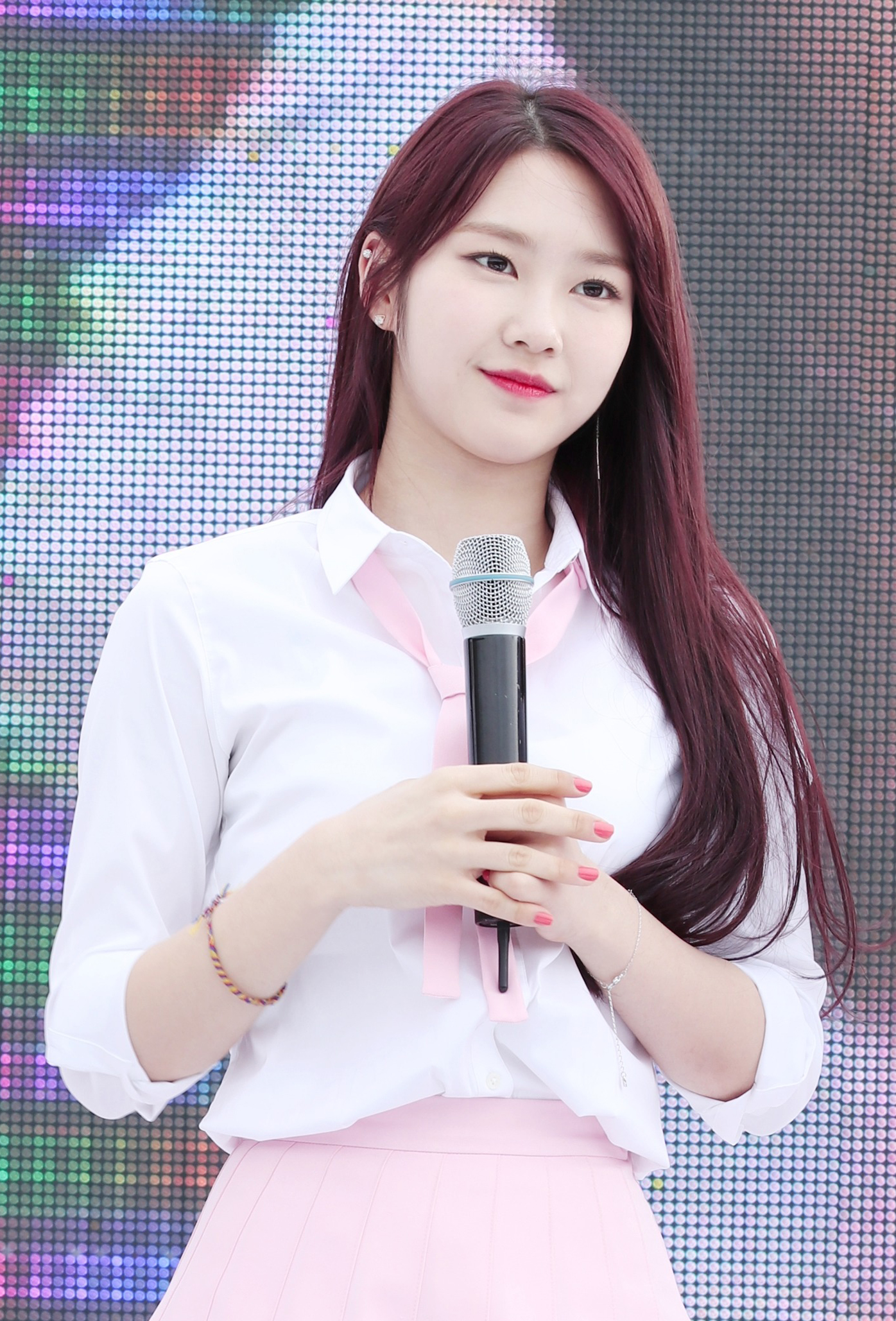
Jiho im März 2017

Am 20. April 2015 debütierte Jiho als Mitglied von Oh My Girl. In der BEAUTY+ (koreanisches Lifestyle-Magazin), Ausgabe Oktober 2019, hatte Jiho gemeinsam mit Arin eine Fotoserie.
Während ihrer Karriere bei Oh My Girl traten bei Jiho später gesundheitliche Probleme auf. Am 13. Januar 2020 veröffentlichte WM Entertainment die Mitteilung, dass Jiho bereits seit dem zweiten Halbjahr 2019 wegen häufiger gesundheitlicher Probleme und psychischer Angstzustände in Behandlung ist. Bedingt durch die anhaltenden Angstzustände wurde beschlossen, dass Jiho eine Pause einlegt, um ihre Gesundheit zu fördern. Am 13. April 2020 bestätigte WM Entertainment, dass Jiho aus ihrer Pause zurückkehren würde. Am 13. Mai 2021 gab WM Entertainment bekannt, dass Jiho vorübergehend eine Pause einlegen werde, da sie eine Stufe auf der Treppe verpasst habe und anschließend zur Untersuchung und Behandlung ins Krankenhaus gebracht werde. Sie würde die laufende Woche nicht teilnehmen, um sich auszuruhen.
Am 9. Mai 2022 gab WM Entertainment bekannt, dass Jiho beschlossen hatte, ihren Exklusivvertrag nicht zu verlängern. Jiho verließ Oh My Girl und WM Entertainment. Am 10. August 2022 gab die südkoreanische Entertainmentagentur P&Studio (koreanisch 피앤드스튜디오) bekannt, dass Jiho bei der Agentur einen Vertrag als Schauspielerin abgeschlossen hat. In diesem Zusammenhang änderte Jiho ihren Künstlernamen in Gong Jiho (koreanisch 공지호).
Nachdem es zwei Jahre völlig still um Jiho wurde, gab P&Studio am 30. September 2024 bekannt, dass Jiho für das K-Drama „Treasure Island“ gecastet wurde. In der 16-teiligen Serie spielt sie ihre erste Nebenrolle der Myung Tae-geum. Die Serie wurde unter dem Titel 보물섬 (Bomulseom, deutsch: Die Schatzinsel) vom 21. Februar bis zum 12. April 2025 auf SBS ausgestrahlt. Im Englischen wird der Filmtitel auch unter „Buried Hearts“ geführt.

## Filmografie
Serien
- 2016–2022: Oh My Girl Sketchbook
- 2025: Buried Hearts (Nebenrolle: Myung Tae-geum)[14]